# Mauricio Funes
Pour les articles homonymes, voir Funes.
Mauricio Funes Cartagena, né le 18 octobre 1959 à San Salvador (Salvador) et mort le 21 janvier 2025 à Managua (Nicaragua), est un homme d'État salvadorien.
Soutenu par le Front Farabundo Martí de libération nationale (FMLN), il devient président de la république du Salvador de 2009 à 2014.

## Biographie

### Journaliste
Préalablement à son engagement en politique, Mauricio Funes exerce le métier de journaliste. Il est correspondant pour la chaîne de télévision CNN en espagnol et anime pendant 14 ans L'interview du jour, où il reçoit tous les responsables politiques du pays. Reporter durant la guerre civile salvadorienne, il interroge de nombreux chefs rebelles. C'est dans cette période que se forge son orientation politique.

### Élections de 2009
Le 28 septembre 2007, Mauricio Funes est désigné candidat du FMLN (dont il n'est pas membre) pour l'élection présidentielle de 2009. D'orientation social-démocrate, il est le premier candidat de ce parti à l'élection présidentielle à ne pas avoir participé à la guerre civile.
Sa candidature a été mal accueillie par la plupart des médias. Il est décrit pendant la campagne électorale comme étant un proche du « dictateur vénézuélien Hugo Chávez » et comme potentiellement communiste. Le gouvernement américain, traditionnellement favorable à la droite salvadorienne, n'a en revanche soutenu aucun candidat. Les représentants républicains Dana Rohrabacher et Conni Mack ont toutefois averti peu avant le scrutin : « Si le FMLN gagne ce dimanche, le Salvador se transformera rapidement en un satellite du Venezuela, de la Russie et peut-être de l’Iran ».
Il fait campagne face au candidat de l'Alliance républicaine nationaliste Rodrigo Ávila (en). Il remporte le scrutin le 15 mars avec 51,2 % des voix. En dépit de sa victoire, le président doit nouer des alliances avec d'autres formations politiques pour pouvoir gouverner, le FMLN ne disposant que de 35 sièges sur 84 au Parlement salvadorien.

### Présidence
Après une visite sur la tombe de l’archevêque Óscar Romero, assassiné en 1980 par des paramilitaires pro-gouvernementaux, Mauricio Funes prend ses fonctions le 1er juin suivant. Mauricio Funes est accompagné de Salvador Sánchez Cerén, dernier leader de la guérilla parmi les membres du FMLN, qui est investi comme vice-président.
Il annonce peu après son investiture le rétablissement des relations diplomatiques avec Cuba, rompues 50 ans auparavant par le Salvador en raison de la révolution cubaine. Le second réajustement diplomatique majeur réalisé sous son mandat est la reconnaissance de l’État palestinien en 2011. Pour autant, souhaitant rester proche des États-Unis, il critique publiquement les voyages symboliques de Salvador Sánchez à Cuba et au Venezuela et le désavoue lorsque celui-ci s’exprime contre l’implantation de bases militaires US en Colombie. Il affirme également que son gouvernement ne ferait pas un seul pas vers l'ALBA ou vers le socialisme du XXIe siècle et modifie la composition de son gouvernement à la demande des États-Unis. Le renversement par l’armée du président réformiste du Honduras Manuel Zelaya est cité par certains observateurs pour expliquer la prudence de Mauricio Funes dans ses relations avec les États-Unis.
Son gouvernement annonce faire de l'amélioration du système scolaire sa priorité. Des investissements ont été affectés à la réfection des infrastructures, les effectifs enseignants se sont accrus de plusieurs milliers et les enfants des écoles primaires ont reçu des uniformes, des chaussures et des fournitures scolaires. D'après le Programme des Nations unies pour le développement (PNUD), le taux de pauvreté baisse de 6 points, pour s'établir à 40 %. Le gouvernement est cependant critiqué par le FMLN pour ses réformes sociales jugées trop timorées.
Une pension est créée pour les soldats et guérilleros mutilés durant la guerre civile. À l'occasion de l’anniversaire de l'accord de paix, Mauricio Funes reconnait au nom de l’État la participation des Forces armées à des crimes de guerre et présente ses excuses aux victimes. Il est critiqué par le dirigeant de l'opposition de droite, Armando Calderón, qui a estimé que « l’État ne devrait jamais s'excuser ».
Cinq ans plus tard, le vice-président Salvador Sánchez Cerén est élu président et succède à Funes le 1er juin 2014.

### Exil au Nicaragua
En 2016, Mauricio Funes se réfugie au Nicaragua pour échapper aux poursuites judiciaires. Il est accusé d'avoir détourné 351 millions de dollars pendant sa présidence. Le président Daniel Ortega lui accorde la nationalité nicaraguayenne trois ans plus tard, empêchant toute extradition. Il y meurt le 21 janvier 2025 à 65 ans d'une « grave maladie chronique », selon le ministère nicaraguayen de la Santé.

### Vie privée
Mauricio Funes est marié en troisièmes noces à Vanda Pignato, une militante brésilienne du Parti des travailleurs.
Il est le père de quatre enfants dont l'aîné, Alejandro Funes Velasco, a été tué en octobre 2007 à Paris, où il étudiait la photographie. Son agresseur sera condamné à 16 ans de prison.